# Navodon xanthopterus
Navodon xanthopterus és una espècie de peix de la família dels monacàntids i de l'ordre dels tetraodontiformes.